# Ангорский кролик

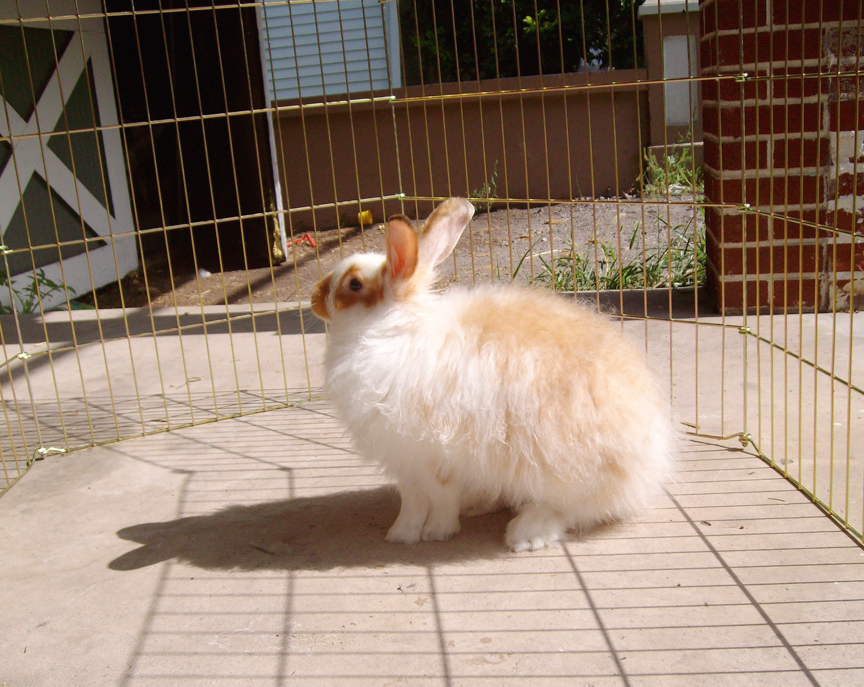
Ангорский Атлас

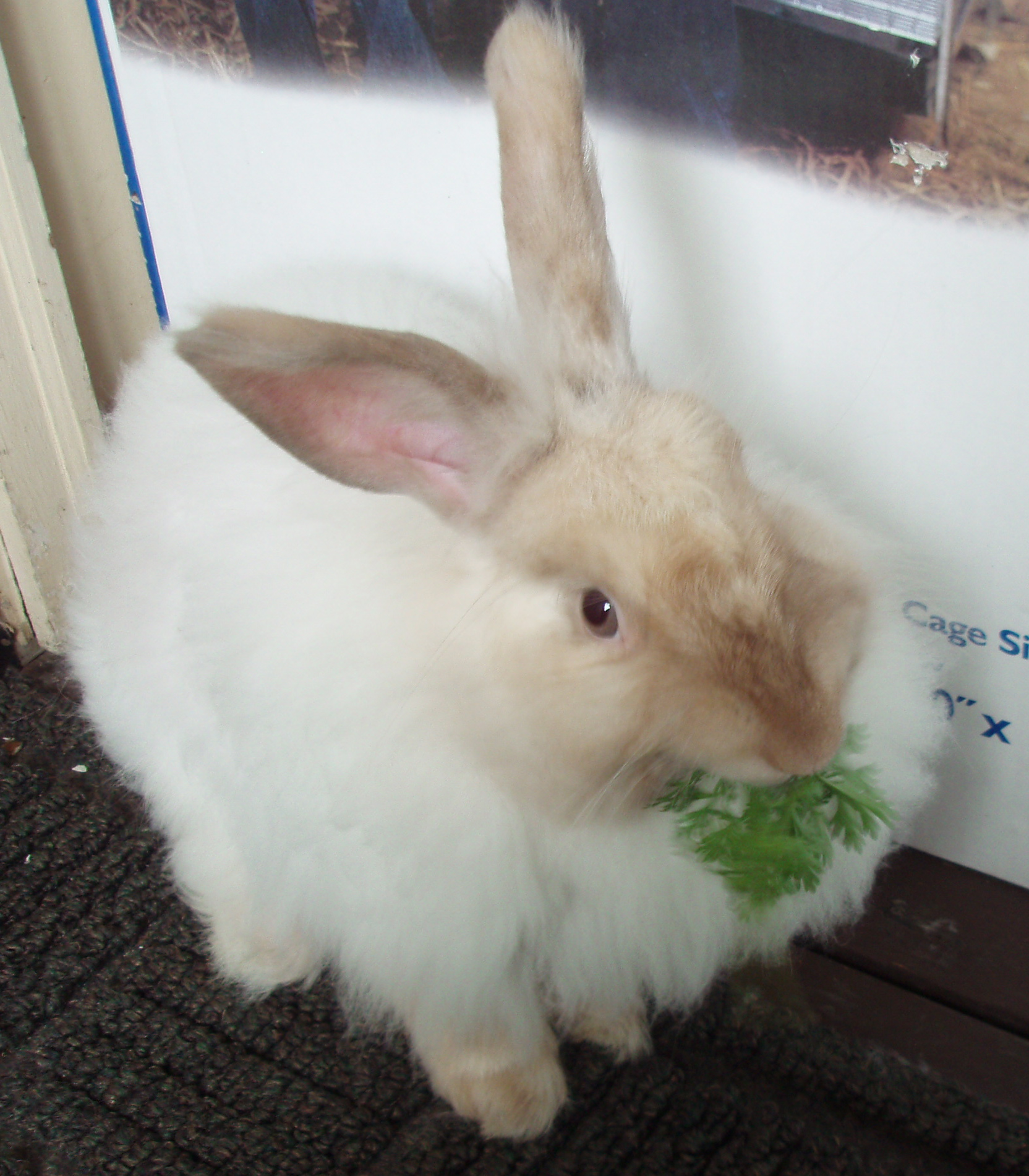
Французский ангорский кролик

Анго́рский кро́лик (тур. Ankara tavşanı) — группа пород кроликов, которых разводят с прикладной и декоративной целями из-за их длинного меха. Из данного меха получают так называемую ангорскую шерсть — очень мягкую на ощупь шерстяную ткань с характерным нежным ворсом. Для декоративного разведения используются те же породы, что и для разведения с целью получения шерсти. Мировым лидером по производству меха из ангорских кроликов является Китай (до 8 тысяч тонн ежегодно).
Срок жизни ангорских кроликов составляет 7-10 лет, мех животных становится пригодным для использования с семимесячного возраста.

## История породы
Ангорские кролики являются одной из старейших породных групп кроликов. Их разведение было начато в Турции, а первоначальное название этим животным было дано по названию турецкой столицы Анкары, ранее называвшейся Ангора (аналогично ангорским козам и кошкам). В Европе эти животные появились во Франции в середине XVIII века, где быстро стали весьма популярными, а к началу XIX века ангорские кролики распространились практически по всему континенту. Первоначально в Европе ангорские кролики получили популярность как домашние животные у знати, прикладное разведение этих пород началось позднее.
В России ангорские кролики появились гораздо раньше, в IX веке, правда тогда они именовались «песцовыми кроликами», название «ангорский кролик» закрепилось за пушными кроликами значительно позднее. Также российскими учеными в середине двадцатого века были выведены пуховые породы ангорских кроликов, способные жить в холодном климате без постоянно обогреваемых помещений.

## Сельскохозяйственное значение

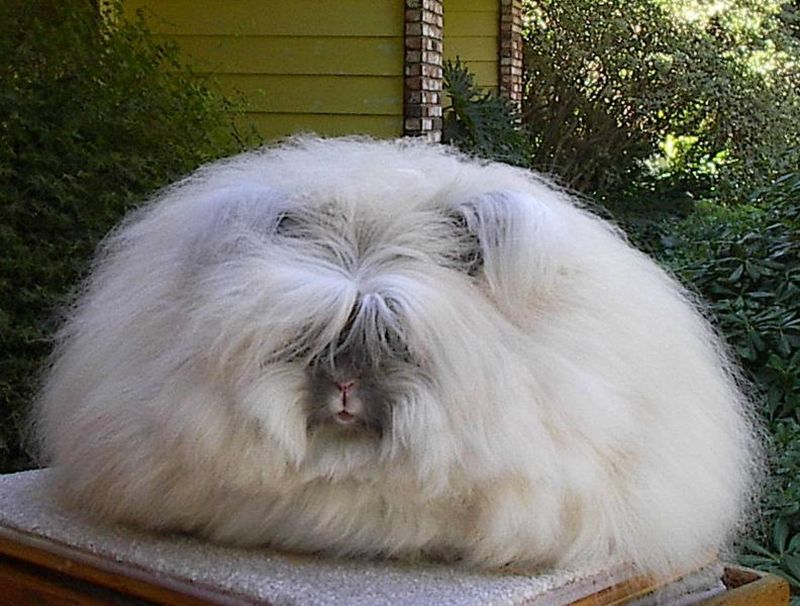
Английский ангорский кролик

Ангорскую шерсть, ради которой кролиководы их разводят, добывают путём стрижки, расчёсывания и выщипывания волосков из шкурок животных. Существует множество пород ангорского кролика, наиболее известные распространённые из которых: «Английская» («English»), «Французская» («French»), «Немецкая» («German»), «Гигант» («Giant»), «Атлас» («Satin»). У большинства пород получение шерсти происходит путем вычёсывания и выщипывания, что делает процесс достаточно трудоёмким и требующим исключительно ручного труда, чем и объясняется высокая стоимость изделий из ангорской шерсти.
В зависимости от породы вес ангорских кроликов может колебаться от двух до шести килограммов. Средняя продолжительность жизни составляет от пяти до десяти лет в зависимости от ухода. С точки зрения продуктивности с целью получения шерсти кроликов наиболее осмысленно держать до 5-7 лет. В закрытых помещениях кролики живут несколько дольше, чем при содержании под открытым небом.
Уход за ангорскими кроликами значительно более сложен, чем за их короткошёрстными собратьями, их шерсть требует расчёсывания не реже двух раз в неделю.
Длина шерсти у взрослых животных составляет от 15 до 25 см. Вес ангорских кроликов от 2 до 6 кг, что довольно мало с точки зрения мясного производства.
Наиболее высокий уровень производства ангорской шерсти в Китае, среди европейских стран лидерами по производству шерсти из пушных пород кроликов являются Франция, Чехия, Польша и Венгрия.
Ангорские кролики весьма активны, игривы и социальны и потому являются довольно распространённым домашним животным в Европе.

В ряде стран существуют национальные ассоциации ангорских кролиководов (например «American Rabbit Breeders' Association»), занимающиеся декоративным породным разведением и организацией выставок.

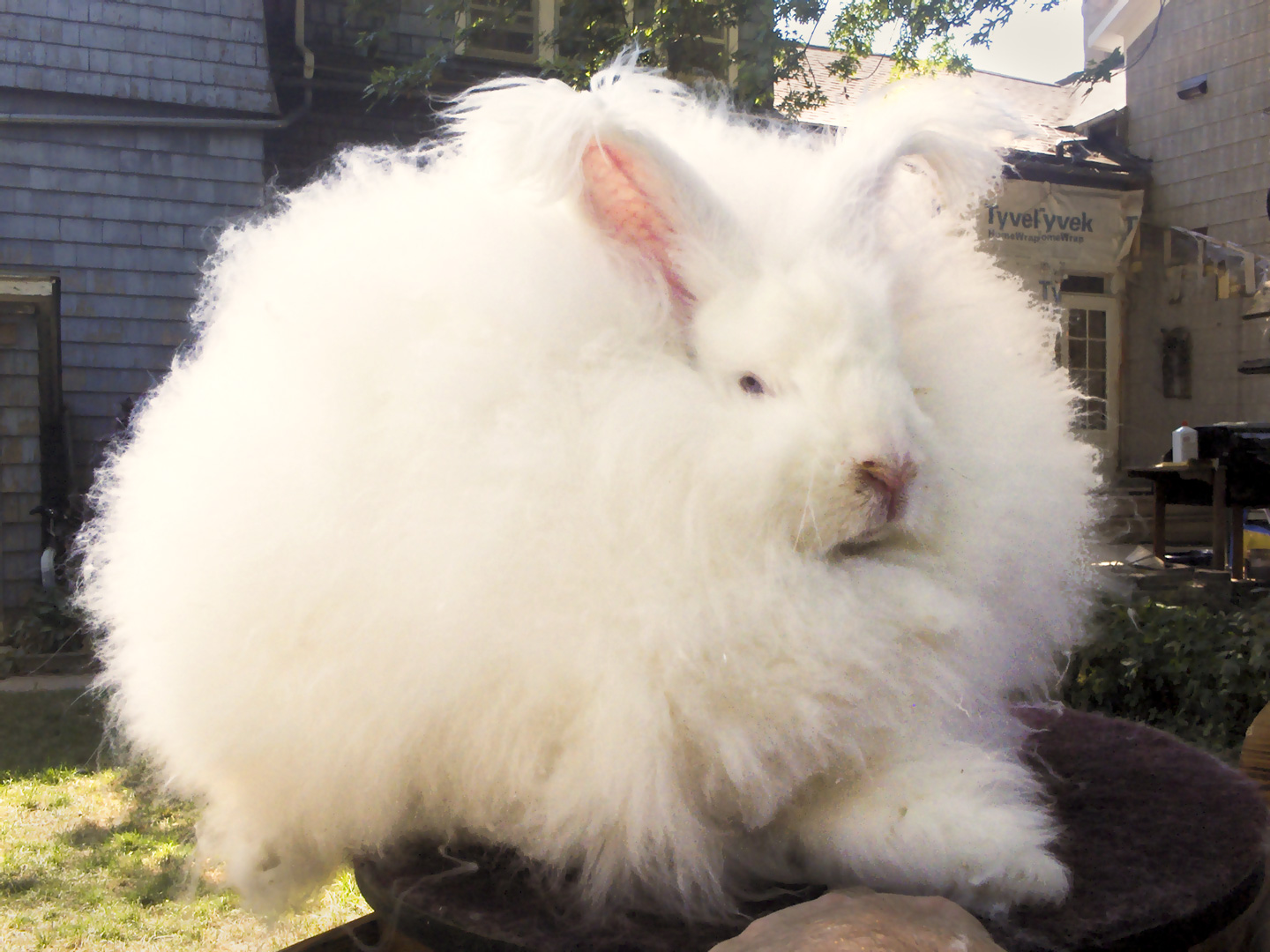
Ангорский Гигант

## Породы ангорского кролика
Породная группа ангорских кроликов включает в себя более десятка пород. Наибольшую известность среди них имеют семь пород:
1. английский ангорский кролик — животные весят около 3 кг, вычесывать их требуется каждые три дня. Длинной шерсти не имеют только на носу. С одного животного в год можно получить до 450 г пуха.
2. ангорский атлас (сатин) — вес животных от 3 до 5 кг, порода имеет наименьшую продуктивность по объёму получаемой шерсти. Популярность получили за особую мягкость и прочность шерсти
3. белый пуховый кролик — вес животного около 4 кг, у животных этой породы практически нет остевого волоса (его содержание менее 7 процентов). С одного животного можно получить до 500 г пуха в год.
4. ангорский гигант — животные имеют вес до 6 кг, за счет чего являются наиболее продуктивной по количеству получаемого пуха породой. Имеют кисточки на ушах. В год с одного животного можно получить до 1,2 кг пуха.
5. французский ангорский кролик — вес животных до 4,5 кг. Порода отличается неприхотливостью в уходе, их шерсть практически не сваливается, что позволяет редко вычёсывать этих животных. С одного кролика можно получить до 550 г пуха в год.
6. немецкий ангорский кролик — вес до 3,5 кг, особенностью породы является то, что пух с этих животных можно получать путём стрижки. Стричь кроликов этой породы можно каждые 2,5 месяца. С одного кролика этой породы в год можно получить до 1,5 кг пуха.
7. карликовый ангорский кролик — вес животных до 2 кг. Кролики данной породы являются самыми маленькими представителями данной породной группы и наиболее популярны как декоративное домашнее животное. В рамках породы есть разновидность фолд (вислоухий кролик).

## Особенности ухода
Ангорский кролик является наиболее требовательным в содержании из всех пород кроликов.
Шерсть ангорского кролика склонна к образованию колтунов (в разной степени в зависимости от породы), поэтому их необходимо регулярно вычёсывать. Также важно следить за тем, чтобы кролики не наелись собственной шерсти. Так как, в отличие от кошек, кролики не могут отрыгнуть шерсть из желудка, комки шерсти могут привести к закупорке ЖКТ и гибели животного.
Шерсть ангорского кролика крайне не желательно мочить, так как животные легко простужаются, а просушить от влаги длинную и густую шерсть очень сложно.
В рационе ангорского кролика нельзя допускать присутствие ковыля, так как конец семянной кисточки острый, а само растение липкое, оно может травмировать животное и застрять в его шерсти.
Также ангорских кроликов нельзя кормить белокочанной капустой, поскольку она вызывает повышенное газообразование, которое может стать причиной смерти животного.